# NGC 7836
NGC 7836 је галаксија у сазвежђу Андромеда која се налази на NGC листи објеката дубоког неба.
Деклинација објекта је + 33° 4' 17" а ректасцензија 0h 8m 1,6s. Привидна величина (магнитуда) објекта NGC 7836 износи 13,8 а фотографска магнитуда 14,4. NGC 7836 је још познат и под ознакама UGC 65, MK 336, CGCG 499-51, IRAS 00054+3247, KUG 0005+327, NPM1G +32.0005, CGCG 498-79, PGC 608.